# Astral Fortress
Astral Fortress è il diciannovesimo album in studio del gruppo musicale black metal norvegese Darkthrone, pubblicato il 28 ottobre 2022 dalla Peaceville Records.

## Il disco
Il disco è stato registrato e missato tra ottobre e dicembre 2021 presso i Chaka Khan Studios di Oslo, la stessa location utilizzata per l'album Eternal Hails, con Ole Øvstedal e Silje Høgevold.
La copertina è una fotografia che ritrae in primo piano una persona che pattina sul lago ghiacciato di Kolbotn. Il pattinatore, avvolto dalla bufera di neve e nebbia, è rivolto di spalle e indossa una felpa sulla quale è stampata la copertina dell'album, degli stessi Darkthrone, Panzerfaust.
La pubblicazione dell'album è stata anticipata dal singolo Caravan of Broken Ghosts reso disponibile per il download digitale il 19 ottobre 2022 e promosso dal relativo videoclip uscito sul canale YouTube della Peaceville lo stesso giorno.

## Tracce
Testi di Fenriz.
1. Caravan of Broken Ghosts – 7:54 (musica: Nocturno Culto)
2. Impeccable Caverns of Satan – 5:34 (musica: Fenriz)
3. Stalagmite Necklace – 5:22 (musica: Nocturno Culto)
4. The Sea Beneath the Seas of the Sea – 10:11 (musica: Fenriz)
5. Kevorkian Times – 4:27 (musica: Nocturno Culto)
6. Kolbotn, West of the Vast Forests – 1:55 (musica: Fenriz)
7. Eon 2 – 4:41 (musica: Fenriz)

## Formazione
- Nocturno Culto - chitarra, basso, voce, mellotron (traccia 3)
- Gylve "Infidel Castro" Fenriz - batteria, sintetizzatori (tracce 3, 4)

## Classifiche
| Classifica (2022) | Posizione massima |
| ----------------- | ----------------- |
| Svizzera          | 51                |
| Germania          | 23                |
| Austria           | 38                |
| Svezia            | 56                |
| Finlandia         | 21                |